# جونسالفس
'جونسالفس (بالبرتغالية:Marcelo Gonçalves Costa Lopes) هو مارسيلو جونسالفس كوستا لوبيز ، ولد في 22 فبراير 1966 في ريو دي جانيرو في البرازيل، لاعب كرة قدم برازيلي سابق، شارك مع منتخب بلاده في كأس العالم 1998 .

## وصلات خارجية
- جونسالفس على موقع الاتحاد الدولي (مؤرشف)  (الإنجليزية)
- جونسالفس على موقع الاتحاد الأوربي (الإنجليزية)
- جونسالفس على موقع قاعدة بيانات كرة القدم.إي يو (الإنجليزية)
- جونسالفس على موقع ناشيونال فوتبول تيمز (الإنجليزية)